# Joannès Charpin
Pour les articles homonymes, voir Charpin.
Joannès Charpin, né le 20 mai 1914 à Saint-Christophe-en-Brionnais (Saône-et-Loire) et mort le 12 avril 1978 dans le 7e arrondissement de Lyon (Rhône), est un homme politique français.

## Biographie
Né dans une famille catholique, Joannès Charpin suit des études secondaires dans des établissements religieux de Lyon. Avocat depuis 1938, il est candidat en octobre 1945 sur la liste MRP menée par Maurice Guérin dans la première circonscription du Rhône et est élu député. Il est réélu dans les mêmes conditions en juin et novembre 1946.
Pendant cette période, son travail parlementaire porte principalement sur les questions commerciales et la crise du logement. Mais il est mis en avant surtout comme rapporteur des différents projets d'amnistie des faits de collaboration, fonction qu'il occupe en 1950 et 1951.
De nouveau candidat en 1951, il n'est pas réélu, du fait de la poussée du RPF dans le département.

## Détail des fonctions et des mandats
Mandats parlementaires
- 21 octobre 1945 - 10 juin 1946 : Député du Rhône
- 2 juin 1946 - 27 novembre 1946 : Député du Rhône
- 10 novembre 1946 - 4 juillet 1951 : Député du Rhône